# Missionsdagen
Missionsdagen var tidigare den tredje böndagen och firades mitt i sommaren. I 1983 års evangeliebok avskaffades böndagarna och Missionsdagen lades samman med Heliga Trefaldighets dag.

## Svenska kyrkan

### Texter
Söndagens tema enligt 2003 års evangeliebok är Gud – Fader, Son och Ande. De bibeltexter som används för att belysa dagens tema är:
| Första årgången                                                             | Andra årgången                                                         | Tredje årgången                                                               | Psaltarpsalm      |
| Femte Moseboken 6:4-9 Apostlagärningarna 2:24-35 Matteusevangeliet 11:25-27 | Andra Moseboken 3:1-15 Romarbrevet 11:33-36 Matteusevangeliet 28:16-20 | Första Moseboken 18:1-8 Apostlagärningarna 4:5-12 Johannesevangeliet 11:18-27 | Psaltaren 113:1-6 |

### Fotnoter
1. ↑  ”Den nuvarande evangelieboken”. Svenska kyrkan. 7 mars 2002. Arkiverad från originalet den 5 mars 2016. https://web.archive.org/web/20160305152001/https://www.svenskakyrkan.se/km-2002/skrivelser/2002-4/KsSkr2002-4-02.shtml. Läst 11 januari 2016.
2. ↑  ”Heliga trefaldighets dag el. missionsdagen”. Svenska kyrkan. Arkiverad från originalet den 8 december 2015. https://web.archive.org/web/20151208200107/https://www.svenskakyrkan.se/troochandlighet/kyrkoarets-bibeltexter?helgdag=51. Läst 11 januari 2016.
3. ↑   Den svenska psalmboken med tillägg. Stockholm: Verbum. 2005. sid. 1453–1457. Libris ht7wjxh8f3k4gcqk. ISBN 978-91-526-5515-3